# قلعة غويديلون

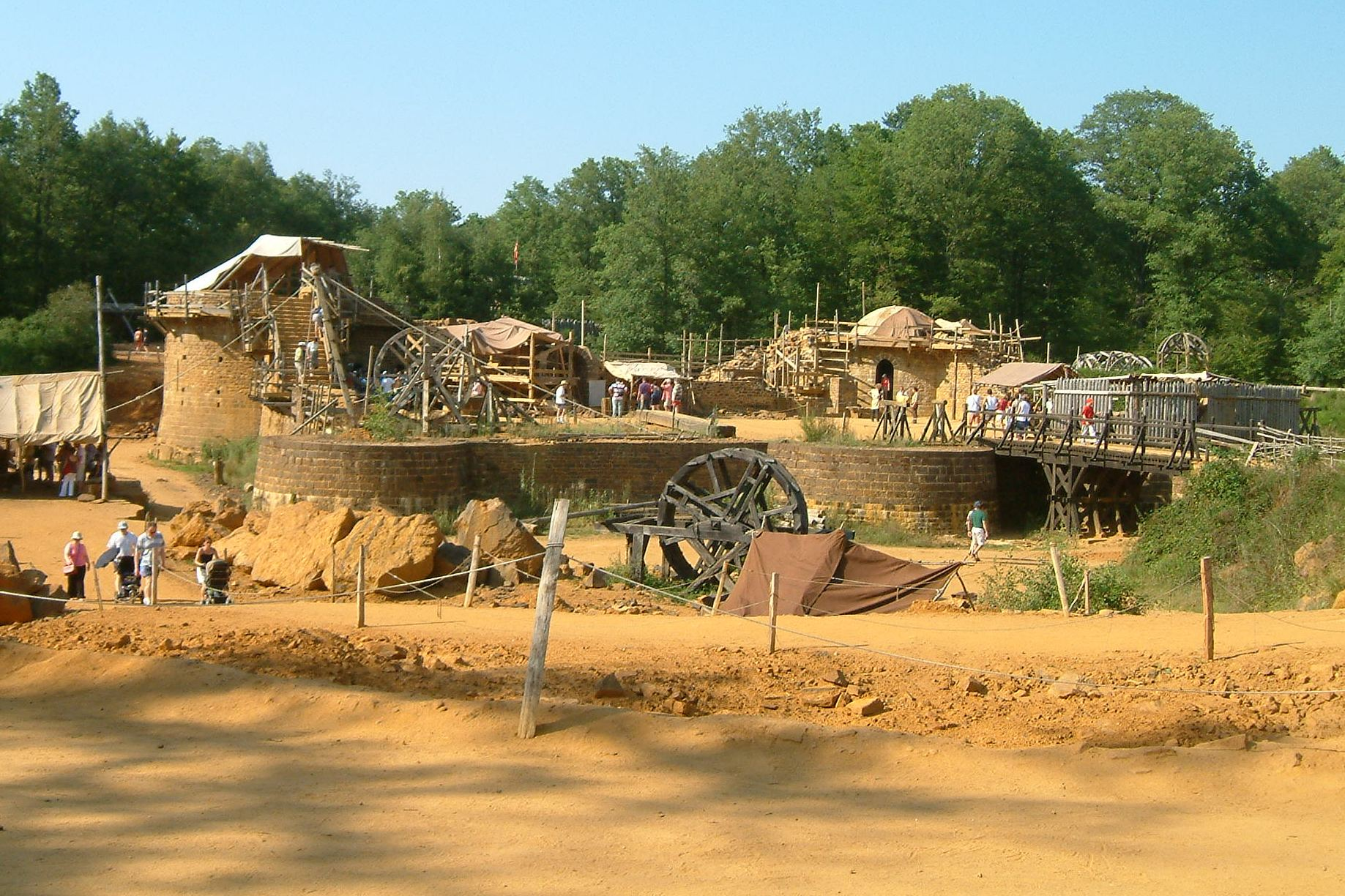
قلعة غويديلون، حزيران 2005

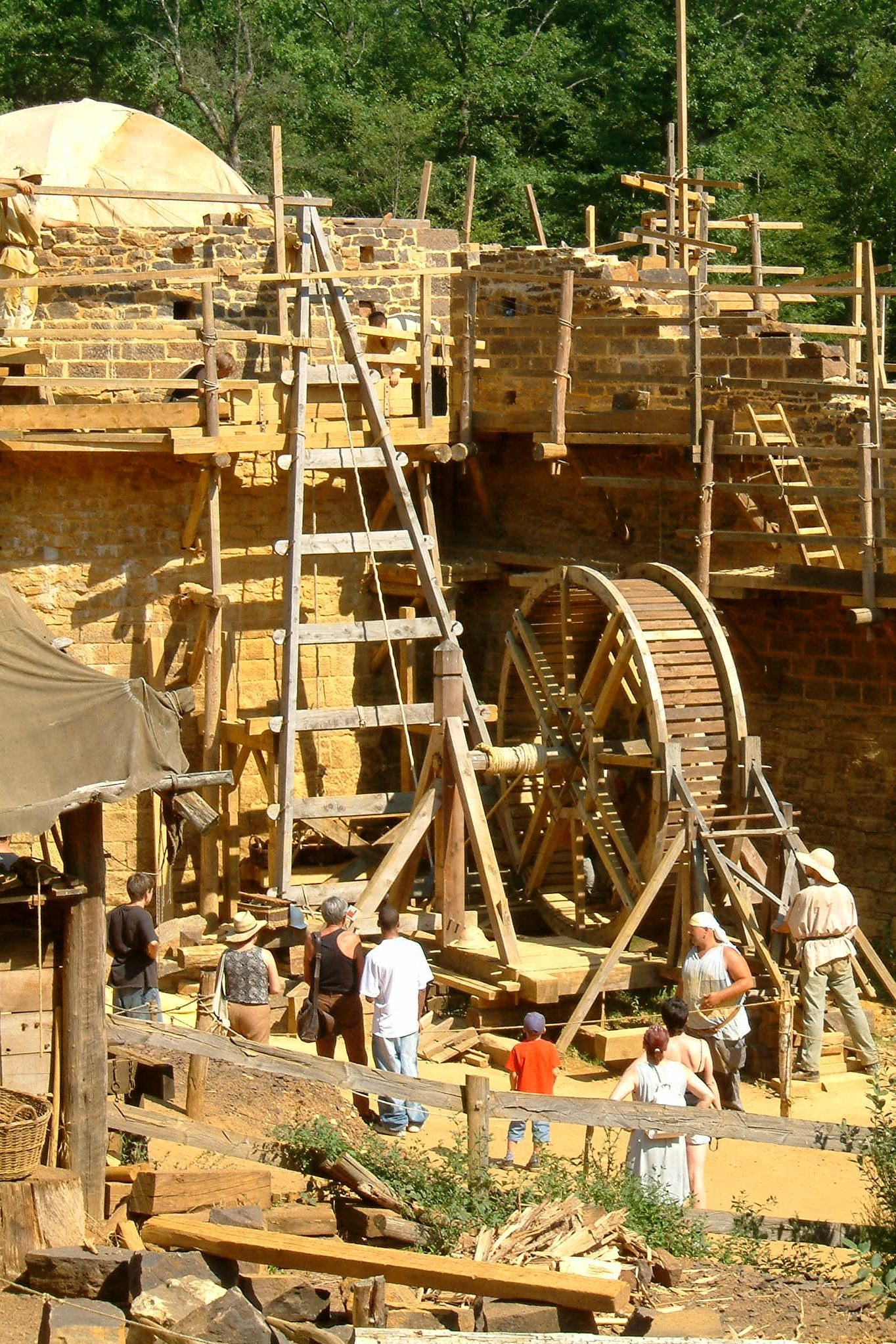
طريقة العمل

قلعة غويديلون هو مشروع لبناء قلعة في قرية غويديلون، التابعة لتريغني - يوني، فرنسا، قرب أوسير. وينتهي العمل بها في عام 2025، تم تصميمها على شكل قلاع القرن الثالث عشر والقرون الوسطى. ومن اجل تحقيق ذلك يتم البناء على طريقة الماضي، فلا يستخدم في المشروع أي تقنيات بناء حديثة. ولا حتى المواد، من خشبية أو حجرية، ويتم الحصول عليها محليا.
جاك مولان هو المهندس الرئيسي للمشروع. والمشروع يخلق فرص لعمل 45 جهة سياحية. بدأ بناؤه في عام 1996 بإشراف ميشال غويو.